# 2843 Yeti
2843 Yeti este un asteroid din centura principală, descoperit pe 7 decembrie 1975 de Paul Wild.